# 대니 휴스턴
대니 휴스턴(Danny Huston, 1962년 5월 14일 ~ )은 미국의 배우, 감독, 영화 각본가이다. 《콘스탄트 가드너》(2005)를 통해 2005년 제10회 새틀라이트상 드라마 영화 부문 남우조연상을 수상하였다.

## 출연 작품

### 영화
- 탄생 (2004)
- 에비에이터 (2004)
- 21그램 (2003)
- 콘스탄트 가드너 (2005)
- 마리 앙투아네트 (2006)
- 칠드런 오브 맨 (2006)
- 써티 데이즈 오브 나이트 (2007)
- 킹덤 (2007)
- 하우 투 루즈 프렌즈 (2008)
- 음모자 (2010)
- 로빈 후드 (2010)
- 히치콕 (2012)
- 스톨른 (2012)
- 더 콩그레스 (2013)
- 빅 아이즈 (2015)
- 프레셔 (2015)
- 원더우먼 (2017)
- 뉴니스 (2017)
- The Last Photograph (2017) - 연출 겸임
- 수상한 교수 (2018)
- 게임 나이트 (2018)
- 스탠 & 올리 (2019)
- 엔젤 해즈 폴른 (2019)

### 텔레비전
- 매직 시티 (2012-13)
- 아메리칸 호러 스토리: 마녀 집회 (2013-14)
- 아메리칸 호러 스토리: 프릭 쇼 (2014-15)
- 옐로우스톤 (2018-19)
- 석세션 (2019)